# Into the West (televisieserie)
Into the West is een miniserie die door Steven Spielberg en DreamWorks werd geproduceerd en op 10 juni 2005 in première ging op de Turner Network Television (TNT). De serie bestaat uit 6 afleveringen van anderhalf uur. De reeks wordt in Nederland vanaf januari 2007 door SBS6 uitgezonden.

## Verhaal
Het verhaal begint rond 1820 en wordt in de derde persoon verteld door "Jacob Wheeler" (Matthew Settle) en "Loved By the Buffalo" (Joseph M. Marshall III). Het volgt een blanke Amerikaanse familie en een indianenfamilie op het moment dat hun levens zich met elkaar vermengen door grote gebeurtenissen tijdens de Amerikaanse expansie. Het verhaal vermengt echte en fictieve personages en gebeurtenissen tijdens een lange tijdspanne, van 1825 tot 1890.

## Rolverdeling
| Acteur             | Personage                       |
| ------------------ | ------------------------------- |
| Matthew Settle     | Jacob Wheeler                   |
| Josh Brolin        | Jedediah Smith                  |
| Tonantzin Carmelo  | Thunder Heart Woman             |
| Gary Busey         | Johnny Fox                      |
| Michael Spears     | Dog Star                        |
| Zahn McClarnon     | Running Fox                     |
| Skeet Ulrich       | Jethro Wheeler                  |
| Will Patton        | James Fletcher                  |
| John Terry         | Older Jacob Wheeler             |
| Christian Kane     | Abe Wheeler/High Wolf           |
| Sage Galesi        | Margaret Light Shines           |
| Rachael Leigh Cook | Clara Wheeler                   |
| Gordon Tootoosis   | Growling Bear                   |
| Tyler Christopher  | Jacob Wheeler Jr./Touch the Sky |
| Alan Tudyk         | Nathan Wheeler                  |
| Daniel Gillies     | Ethan Biggs                     |
| Keri Russell       | Naomi Wheeler                   |
| Sheila Tousey      | Older Thunderheart Woman        |
| Simon Baker        | Young Loved By The Buffalo      |

Dit zijn slechts enkele belangrijke personages binnen de serie. De serie heeft immers veel acteurs met ongeveer 250 sprekende rollen.
Een aantal bekende acteurs zoals Jessica Capshaw, Tom Berenger, Beau Bridges, Joshua Bryant en Keith Carradine speelt mee, hoewel velen slechts in één of twee afleveringen verschijnen.
Alle Indiaanse karakters worden vertolkt door acteurs met een Native American achtergrond. (zoals Graham Greene, David Midthunder, Eddie Spears, Michael Spears, Zahn McClarnon, Jay Tavare).

## Prijzen
- Academy of Science Fiction, Fantasy & Horror Films, VS(2006): genomineerd voor 'Best Television Presentation'
- Broadcast Film Critics Association Awards, VS (2006): won de 'Critics Choice Award'
- Emmy Awards (2006):

→ gewonnen: muziek (door Geoff Zanelli), sound (re)mix
→ genomineerd: regie, casting, cinematografie, kostumering, haarstyling, grime, beste miniserie, geluidsmontage en visuele effecten
- First Americans in the Arts Awards, VS (2005): Zahn McClarnon won 'Best Actor on a TV Show'
- Golden Globes, VS (2006): genomineerd voor 'Best Mini-Series or Motion Picture Made for Television'
- NAMIC Vision Awards, VS (2006): Irene Bedard won 'Best Dramatic Performance'
- Western Heritage Awards, VS (2006): won een 'Bronce Wrangler' voor 'Outstanding Television Feature Film'
- Western Writers of America, VS (2006): won een 'Spur Award' voor 'Best Drama Script'

## Opmerkingen
De serie is in Engeland, Duitsland, Amerika en China inmiddels verschenen op dvd.
Steven Spielberg probeerde alle kleine details historisch correct in te vullen. Te beginnen bij alle achtergrondinformatie over de gebruikte kleding (zowel voor de blanke als de Indiaanse familie), taal tot de manier van handelen.
Voor sommige acteurs was het de eerste maal dat zij een personage vertolkten enkel gebruik makend van de Lakota taal.